# Anthurium cocornaense
Anthurium cocornaense är en kallaväxtart som beskrevs av Thomas Bernard Croat. Anthurium cocornaense ingår i släktet Anthurium och familjen kallaväxter. Inga underarter finns listade.